# Yterbină
Yterbina, sau oxidul de yterbiu (III) este compusul chimic cu formula Yb2O3. Este unul din cei mai întâlniți compuși ai yterbiului. 

## Utilizare
- Colorant pentru sticlă și smalțuri
- Dopant pentru cristale de granat la laseri
- Fibră optică